# Baily (cràter)
|  | No s'ha de confondre amb Bailly (cràter) o Billy (cràter). |

Baily és el romanent d'un cràter d'impacte de la Lluna en el límit entre el Mare Frigoris (al nord) i el Lacus Mortis (al sud). L'interior del cràter ha estat inundat per la lava en el passat, i només la meitat nord de la vora del cràter roman relativament intacta. Hi ha una corba cap a fora a la vora del nord-est, possiblement el romanent d'una altra formació de cràters que un cop es va superposar amb Baily. L'interior del cràter és pla i relativament sense trets distintius, sense impactes d'importància. Les restes de la vora externa aconsegueixen una elevació màxima de al voltant de 0,5 km.

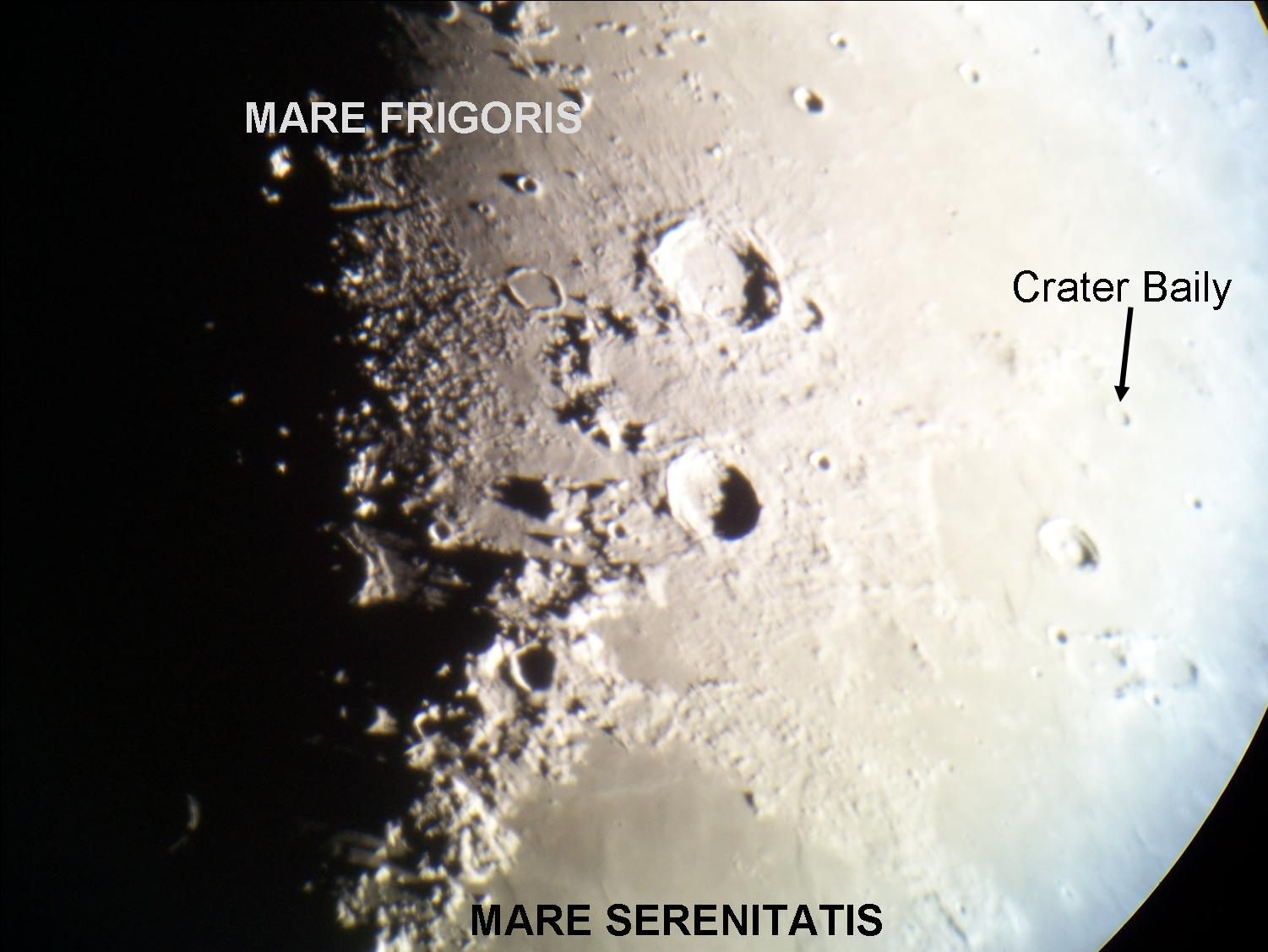
Localització de Bailey. Fotografia de l'Observatori McDonald
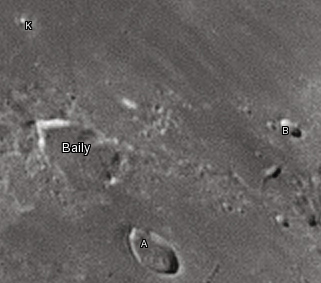
Cràters satèl·lit

El cràter més proper a Baily és Bürg, situat al sud-sud-oest. Més cap a l'oest es troba el prominent cràter Aristòtil.

## Cràters satèl·lit
Per convenció aquests elements són identificats en els mapes lunars posant la lletra en el costat del punt central del cràter que està més proper a Baily.
| Baily | Coordenades                          | Diàmetre |
| ----- | ------------------------------------ | -------- |
| A     | 48° 36′ N, 31° 18′ E / 48.6°N,31.3°E | 16 km    |
| B     | 51° 00′ N, 35° 06′ E / 51.0°N,35.1°E | 7 km     |
| K     | 51° 30′ N, 30° 30′ E / 51.5°N,30.5°E | 3 km     |